# Дигама
Дигама (главна буква Ϝ, малка буква ϝ) е името на архаична буква от гръцката азбука, която днес не се използва. С тази буква се е означавала фонемата /w/. Тя е била шестата буква от азбуката и в гръцката бройна система означава 6. От нея произлиза буквата F в латиницата.
Дигама се появява в гръцката азбука като еквивалент на буквата  wāw (или wāu) от финикийската азбука. Тя приличала на буквата гама – Γ, откъдето произлиза и името „двойна гама“. Поради слабото използване на тази фонема в някои диалекти на старогръцкия език и най-вече в доминиращия диалект – йонийския, буквата не се запазва в съвременния език. В други диалекти присъствието на тази съгласна се е запазило до по-късни периоди или е еволюирало във β.
Въпреки че е напълно изчезнала като съгласна през 2 век, тази буква запазва ролята си на число в гръцката бройна система и е била изписвана като стигма (Ϛ, ϛ), свързани сигма и тау или последователни στ(ΣΤ).